# Kulta-akka
Kulta-akka, nordsamiska: Kolleákku, skoltsamiska: Kå'lläkk, är en ö i Finland. Den ligger i sjön Suolisjärvi och i kommunen Enare i den ekonomiska regionen Norra Lappland och landskapet Lappland, i den norra delen av landet, 1 000 km norr om huvudstaden Helsingfors. Öns area är 2,8 hektar och dess största längd är 370 meter i öst-västlig riktning.